# Caanto
Caanto (in greco antico: Κάανθος?, Káanthos) è un personaggio della mitologia greca, il cui mito è raccontato da Pausania. Era uno dei figli di Oceano, quindi presumibilmente un dio-fiume, e in quanto tale era anche il fratello della ninfa Oceanina Melia.

## Mitologia
Il divino Oceano, non trovando più sua figlia Melia, ordinò a Caanto di ritrovarla. Lui si mise alla sua ricerca, trovandola alla fine a Tebe, in compagnia del dio Apollo. La sorella era infatti diventata una delle sue amanti. Spaventato nel dover affrontare un abitante dell'Olimpo, Caanto cercò di trovare un altro modo per separare i due amanti: decise quindi di bruciare il recinto cercando di distrarre il figlio di Zeus, ma non poté sfuggire all'ira della divinità e trovò la morte per mano di una freccia scoccata da Apollo. 
Caanto fu sepolto vicino a una sorgente del fiume Ismeno, e sul luogo fu eretto un tempio di Apollo. Pausania identifica la sorgente con la sorgente di Ares, dove secondo il mito Cadmo uccise il drago che la custodiva..
Alla morte di Caanto, il ruolo di dio-fiume fu infine svolto da suo nipote Ismeno, figlio di Apollo e di Melia, che diede così il suo nome al fiume.